# Bashkimi i Kombit (1943)
Bashkimi i Kombit var en albansk dagstidning med blandade ämnen såsom ekonomi, politik, kultur och litteratur, med mera. Den utgavs i huvudstaden Tirana 1943-1944 med inalles 247 nummer. Den speglade regeringens politik under tyskt styre i Albanien.